# Qt 크리에이터
Qt 크리에이터(Qt Creator)는 크로스 플랫폼 C++, 자바스크립트, 파이썬, QML 통합 개발 환경(IDE)으로, GUI 애플리케이션 개발을 단순화한다. 이는 Qt GUI 애플리케이션 프레임워크용 SDK의 일부이며, 호스트 OS GUI 함수 호출을 캡슐화하는 Qt API를 사용한다. 시각적 디버거와 통합 위지위그 GUI 레이아웃 및 폼 디자이너를 포함한다. 편집기는 구문 강조 및 자동 완성 등의 기능을 갖추고 있다. Qt 크리에이터는 리눅스에서 GNU 컴파일러 모음의 C++ 컴파일러를 사용한다. 윈도우에서는 기본 설치로 MinGW 또는 MSVC를 사용할 수 있으며, 소스 코드에서 컴파일할 때 마이크로소프트 콘솔 디버거도 사용할 수 있다. 클랭도 지원된다.

## 역사
최종적으로 Qt 크리에이터가 된 소프트웨어의 개발은 2007년 또는 그 이전에 워크벤치와 이후 프로젝트 그린하우스라는 임시 이름으로 시작되었다. 이는 Qt 4 시대 후반에 처음 등장했으며, 2009년 3월 Qt 크리에이터 버전 1.0이 출시되면서 시작되었고 이후 SDK 2009.3의 Qt 4.5에 번들로 제공되었다.
당시 독립형 Qt 디자이너 애플리케이션은 여전히 개발자들에게 선호되는 위젯 레이아웃 도구였다. 이 단계에서 크리에이터가 레이아웃 기능을 가지고 있었다는 징후는 없다. 이 점에 대한 기록은 다소 불분명하지만(아마도 소유권 변경 또는 Qt 퀵에 대한 강조 때문일 수 있음), Qt 크리에이터에 Qt 디자이너가 통합된 것은 적어도 Qt 4.7(대략 2011년 후반)에 처음 언급되었다. Qt 5 시대에는 "[Qt 디자이너]의 기능이 이제 [sic] Qt 크리에이터 IDE의 일부로 포함된다"고 단순히 명시되어 있다.

## 프로젝트
Qt 크리에이터는 .pro, CMake, 오토툴즈 등 다양한 프로젝트 형식을 사용할 수 있는 프로젝트 관리자를 포함한다. 프로젝트 파일은 프로젝트에 포함된 파일, 사용자 정의 빌드 단계 및 애플리케이션 실행 설정과 같은 정보를 포함할 수 있다.

## 편집기
Qt 크리에이터는 코드 편집기를 포함하며 Qt 위젯으로 그래픽 사용자 인터페이스(GUI)를 설계하고 구축하기 위해 Qt 디자이너를 통합한다.
Qt 크리에이터의 코드 편집기는 다양한 언어에 대한 구문 강조를 지원한다. 또한 코드 편집기는 C++ 및 Qt 메타 언어 코드를 구문 분석할 수 있으며, 그 결과 코드 완성, 상황별 도움말, 의미론적 탐색이 제공된다.
Qt 디자이너는 Qt 위젯으로 그래픽 사용자 인터페이스(GUI)를 설계하고 구축하기 위한 도구이다. 위젯이나 대화 상자를 구성하고 사용자 정의하며 편집기에서 직접 다른 스타일과 해상도를 사용하여 테스트할 수 있다. Qt 디자이너로 생성된 위젯 및 폼은 Qt 시그널 및 슬롯 메커니즘을 사용하여 프로그래밍된 코드와 통합된다.
Qt 퀵 디자이너는 선언적 프로그래밍 언어인 Qt 메타 언어를 사용하여 애니메이션을 개발하기 위한 도구이다.

## 대상
Qt 크리에이터는 데스크톱 환경(윈도우, 리눅스, FreeBSD 및 macOS), 모바일 장치(안드로이드, 블랙베리, IOS, 마에모, 미고) 및 임베디드 리눅스 장치를 위한 Qt 애플리케이션 빌드 및 실행을 지원한다. 빌드 설정을 통해 사용자는 빌드 대상, 다른 Qt 버전 및 빌드 구성 간에 전환할 수 있다. 모바일 장치 대상의 경우, Qt 크리에이터는 설치 패키지를 생성하고 개발 컴퓨터에 연결된 모바일 장치에 설치하여 실행할 수 있다.

## 도구
Qt 크리에이터는 버전 관리 시스템 및 Qt 시뮬레이터와 같은 도구 세트와 통합되어 있다.
다음 버전 관리 시스템이 지원된다:
- 깃
- 서브버전
- Perforce
- 바자
- CVS
- 머큐리얼

Qt 시뮬레이터는 모바일 장치용으로 의도된 Qt 애플리케이션을 장치와 유사한 환경에서 테스트하기 위한 도구이다.

## 디버거
Qt 크리에이터는 C++ 언어를 디버깅하기 위해 외부 네이티브 디버거를 사용한다. Qt 크리에이터는 네이티브 디버거가 제공하는 원시 정보를 단순화된 방식으로 표시한다.
지원되는 디버거:
- GNU 심볼릭 디버거 (GDB)
- 마이크로소프트 콘솔 디버거 (CDB)
- 내부 자바스크립트 디버거
- LLVM 디버거 (LLDB)

## 같이 보기
- 데스크톱 리눅스
- 글레이드 인터페이스 디자이너 – GTK용 GUI 빌더
- 인간 인터페이스 가이드라인